# Landijs
Landijs is ijs dat op het land ligt, in tegenstelling tot zee-ijs.
Landijs dat niet, of slechts voor een heel klein deel, wegdooit in de zomer wordt meestal gletsjer genoemd.
De grootste massa's van permanent landijs bevinden zich op Antarctica en Groenland en heten ook wel ijskappen.
De ontwikkeling van het landijs is van groot belang voor de verwachte zeespiegelstijging ten gevolge van het versterkte broeikaseffect. Het water, dat vrijkomt doordat de hoeveelheid permanent landijs afneemt, zal een bijdrage leveren aan de stijging van de zeespiegel. Het zee-ijs, dat op het water drijft, zoals het ijs rond de Noordpool, speelt hierin geen rol vanwege de wet van Archimedes. Smeltend landijs van bijvoorbeeld Groenland en Antarctica daarentegen heeft wel gevolgen voor de zeespiegel.
De gemiddelde zeespiegel is in de 20e eeuw gestegen met 0,1 tot 0,2 meter, voornamelijk vanwege opwarming van het zeewater en smeltend landijs. Wanneer de grote massa landijs op West-Antarctica geheel zou smelten zou de zeespiegel wereldwijd zo'n 6 meter stijgen. Een verandering op deze schaal in de 21e eeuw wordt echter niet waarschijnlijk geacht. De huidige bijdrage van de ijskappen op Groenland en Antarctica is kleiner dan die van kleinere gletsjers. Grote massa's landijs reageren namelijk traag op klimaatsverandering. De reactietijd (of responstijd) van grote ijskappen is namelijk groot: veranderingen in het klimaat werken nog enkele millennia door in het gedrag en omvang van ijskappen.
Gedurende de ijstijden was een groot gedeelte van Noord-Europa, de Alpen en Noord-Amerika met landijs bedekt. Destijds stond de zeespiegel ongeveer 125 meter lager dan tegenwoordig.